# 칠곡 가산산성
칠곡 가산산성(漆谷 架山山城)은 조선시대에 축조된 석축 산성으로, 대한민국 경상북도 칠곡군에 위치해 있다. 1971년 3월 26일 사적 제216호로 지정되었다.

## 개요
임진왜란(1592)과 병자호란(1636)을 겪은 후 잇따른 외침에 대비하기 위해서 세워진 성이다.
성은 내성·중성·외성을 각각 다른 시기에 쌓았고, 성 안에는 별장을 두어 항상 수호케 하였다.
하양, 신령, 의흥, 의성, 군위의 군영과 군량이 이 성에 속하며 칠곡도호부도 이 산성내에 있었다. 내성은 인조 18년(1640)에 관찰사 이명웅(李命雄)의 건의로 쌓았으며, 칠곡도호부가 이 안에 있었다. 중성은 영조 17년(1741)에 관찰사 정익하가 왕명을 받아 쌓은 것으로 방어를 위한 군사적 목적이 크다. 중요시설은 내성 안에 있으며, 중성에는 4개 고을의 창고가 있어 비축미를 보관해서 유사시에 사용하게 하였다. 외성은 숙종 26년(1700)에 왕명에 의해서 쌓았다.
성은 외성 남문으로 들어가게 되고, 성의 주변에는 송림사를 비롯한 신라때 절터가 많이 남아있다. 1960년의 집중 폭우로 문 윗쪽의 무지개처럼 굽은 홍예문이 파손되고 성벽의 일부가 없어졌으나 그 밖에는 원형대로 보존되어 있다.
가산산성은 험한 자연지세를 이용한 조선 후기의 축성기법을 잘 보여주고 있는 대표적인 산성이다.

## 현지 안내문
이 산성은 가산 해발 901m에서 600m에 이르는 계곡을 이용하여 쌓은 방어 성곽이다. 이 성은 내성·중성·외성으로 이루어져 있다. 내성은 조선 인조 18년(1640년)에 경상도 관찰사 이명웅이 가산의 지리적 중요성을 인식하고 축성을 조정에 건의하여 축조되기 시작하였다. 중성은 영조 17년(1741년)에 관찰사 정익하의 장계에 의해 왕명으로 완성되었고, 외성은 숙종 26년(1700년)에 관찰사 이세재가 왕명을 받아 축조하였다. 성내에 별장을 두어 성을 수호케 하고, 인근 경산, 하양, 신령, 의흥, 의성, 군위 지역의 군영 및 군량이 이 성에 속하도록 했으며 칠곡도호부를 산성 내에 두었다. 내성은 그 길이가 1,710보(약 4km)이며, 동서북의 분지 및 8개의 암문이 있다. 중성은 602보(약 460m)이며, 성문루, 위려각이 설치되었다. 외성은 3,754보(약 3km)이며, 남문 및 암문 3곳이 설치되었다.
이 성의 주 출입구는 외성의 남문이다. 성내의 건물 들은 남아 있지 않고 건물 터만 남아 있으나 대부분의 성벽 및 암문은 원형을 남기고 있다.

## 가산바위
가산바위는 가산산성에 자리하며, 17세기에 산성을 쌓을 때 이 바위를 이어 성을 쌓았기 때문에 지금도 가장 높은 망루 중 하나다. 바위 위에 오르면 멀리 대구광역시와 영남대로의 산세를 바라볼 수 있으며 주변의 수림과 어우러져 더욱 아름다운 경관을 연출한다는 평가를 받는다.
가산바위의 정상부는 진흙이 쌓여 만들어진 셰일이 두텁게 반석(磐石) 형태로 돌출되어 있는데 이러한 형태는 넓고 평탄한 층리(層理)로 발달하여 국내의 일반적인 화강암 바위와는 달리 보기 드문 모습을 보이고 있다.
이 바위에 내려오는 전설로는 ‘바위 가운데의 큰 구멍에 신라 고승 도선이 쇠로 만든 소와 말의 형상을 묻어 지기(地氣, 토양 속 공기)를 눌러두었는데, 조선 관찰사 이명웅이 성을 쌓으며 이를 없애버렸다’는 이야기가 있다.
관련 문헌으로는 『여지도서』(1757∼1765)에 바위에서 내려다보는 우수한 전망에 대한 기록이 있고, 특히,  1899년 발간된 <칠곡부읍지>에는 ‘칠곡의 3대 형승(形勝)으로 바위의 크기가 천여 명이 앉을 수 있을 만큼 넓어 사방의 경관과 봉우리와 별들이 펼쳐져 있다’라고 묘사되는 등 오래도록 지역을 대표하는 명승이 된 역사성이 있다.

## 참고 자료
- 칠곡 가산산성 - 국가유산청 국가유산포털
- 이 문서에는 문화재청에서 공공누리 제1유형으로 배포된 자료를 바탕으로 한 내용이 포함되어 있습니다.